# Кубок России по спортивной гимнастике
Кубок России по спортивной гимнастике — соревнование по спортивной гимнастике среди сильнейших спортсменов и сборных команд России. Проводится ежегодно. Организуется Министерством спорта Российской Федерации и Федерацией спортивной гимнастики России. Финансируется из федерального бюджета.
В последние годы Кубок России традиционно проходит в августе, и по его результатам производится отбор гимнастов на предстоящий осенью чемпионат мира. (Но, например, перед Олимпийскими играми 2012 года Кубок России проходил в июне, и по окончании были названы спортсмены, представившие Россию на Олимпиаде.)
Ранее Чемпионат России совмещался с Кубком. При этом  «Кубком России» назывались состязания в многоборье, а «Чемпионатом России» — в отдельных видах многоборья.

## Призёры

### Женщины

#### Многоборье
| Год  | Город        | Золото            | Серебро           | Бронза              |
| 2007 | Челябинск    | Кристина Правдина | Светлана Клюкина  | Юлия Ложечко        |
| 2008 |              |                   |                   |                     |
| 2009 |              |                   |                   |                     |
| 2010 | Челябинск    | Алия Мустафина    | Ксения Афанасьева | Ксения Семёнова     |
| 2011 | Екатеринбург | Анна Дементьева   | Виктория Комова   | Юлия Белокобыльская |
| 2012 | Пенза        | Виктория Комова   | Алия Мустафина    | Юлия Иньшина        |
| 2013 | Пенза        | Татьяна Набиева   | Алла Сосницкая    | Анна Павлова        |
| 2014 | Пенза        | Алия Мустафина    | Мария Харенкова   | Дарья Спиридонова   |

### Мужчины

#### Многоборье
| Год  | Город        | Золото            | Серебро           | Бронза             |
| 2010 | Челябинск    | Сергей Хорохордин | Игорь Пахоменко   | Максим Девятовский |
| 2011 | Екатеринбург | Эмин Гарибов      | Сергей Хорохордин | Никита Игнатьев    |
| 2012 | Пенза        | Давид Белявский   | Сергей Хорохордин | Игорь Пахоменко    |
| 2013 | Пенза        | Дмитрий Столяров  | Никита Игнатьев   | Никита Лежанкин    |
| 2014 | Пенза        | Никита Игнатьев   | Давид Белявский   | Михаил Кудашов     |